# Turismo de sol y playa

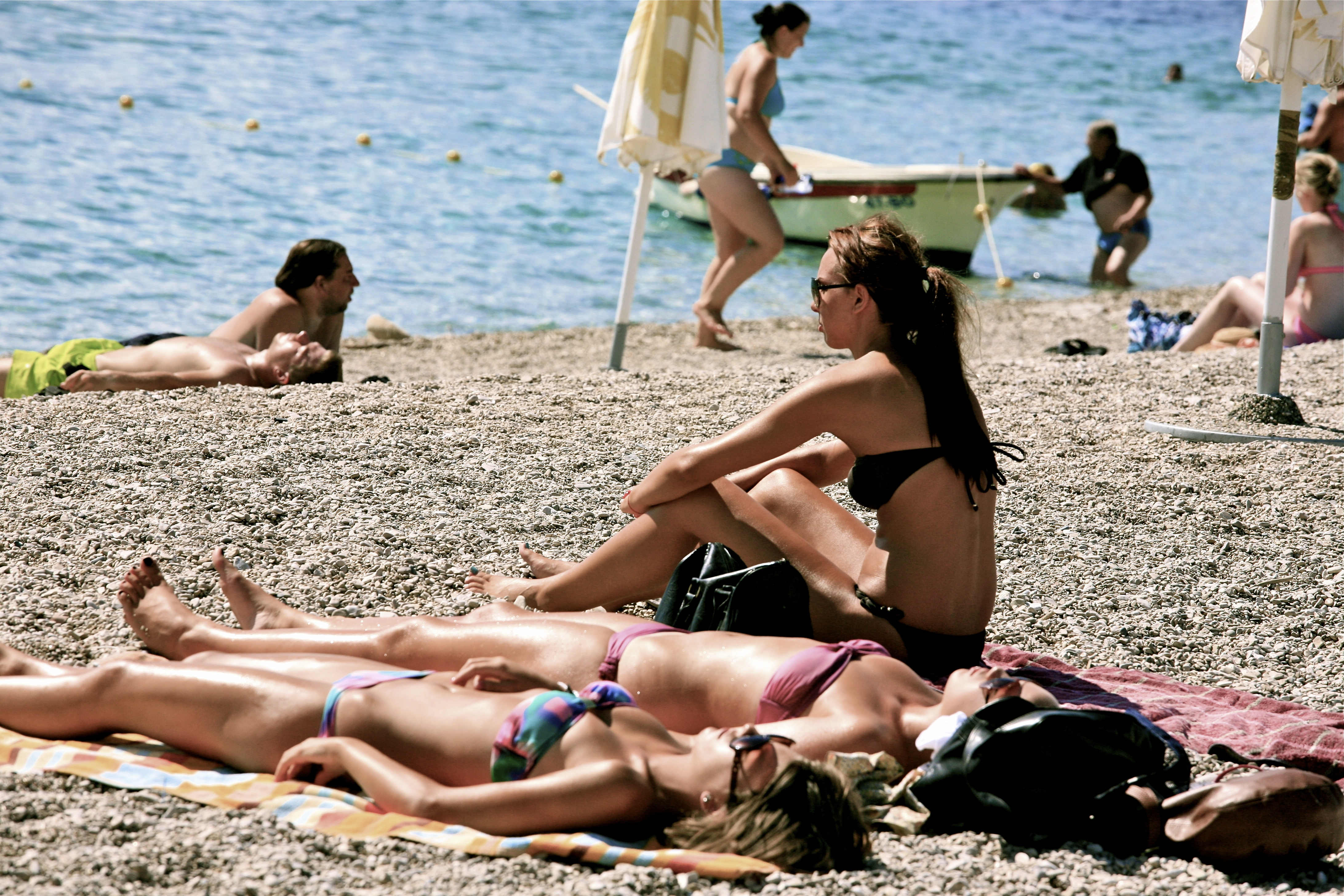

El turismo litoral o turismo de sol y playa se da en localidades costeras en las que se encuentran playas y la mayoría de tiempo las condiciones climáticas son de tiempo soleado y temperaturas cálidas (de 28 a 32 °C).
En estas localidades suele haber gran cantidad de hoteles y actividades para ocio y tiempo libre. Durante el día se suele acudir a las playas donde se toma el sol y por la noche se realizan diferentes actividades en los hoteles o zonas de esparcimiento.

## Principales lugares de sol y playa en el mundo

### Colombia
Colombia cuenta con una línea de costa de 3.882 kilómetros (Caribe insular, 52 km; Caribe continental, 1.642 km, y Pacífico, 2.188 km), tiene el océano Pacífico y el mar Caribe juntos, cuenta con temperaturas de verano todo el año y el agua es también caliente todo el año.[cita requerida]

### España

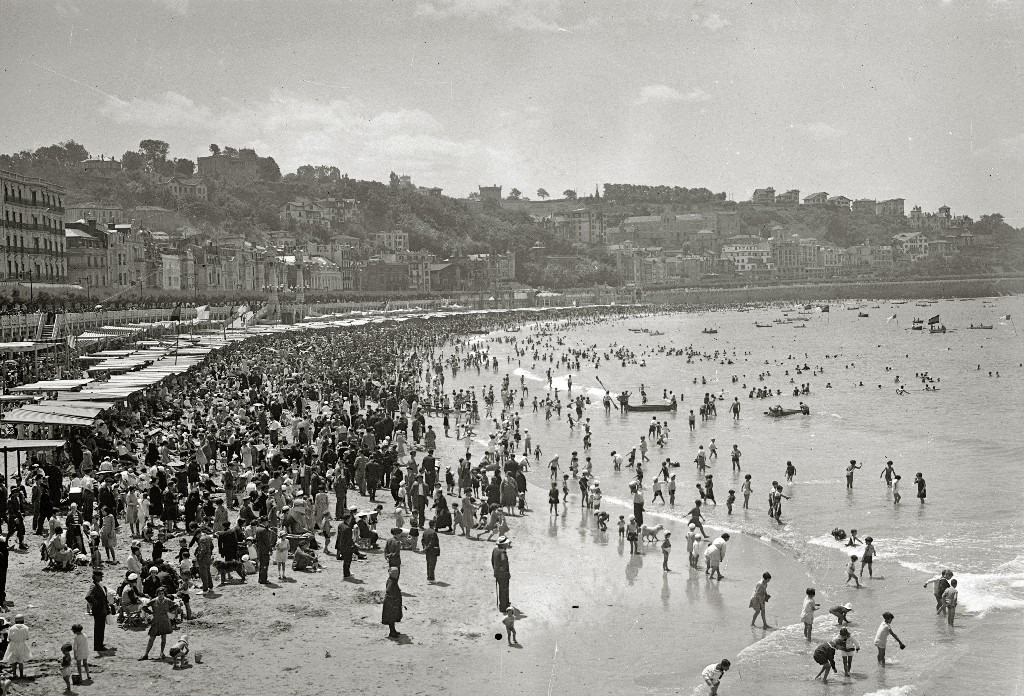
Playa de la Concha de San Sebastián en el verano de 1930.

Las Islas Canarias son escogidas especialmente por su clima estable y cálido durante todo el año.
Las Islas Baleares, con diversas playas, poseen infraestructura y el tercer aeropuerto de España en volumen de pasajeros.
Las Islas Baleares y Marbella son importantes destinos de playas que acogen la llegada de extranjeros durante el verano.

### Estados Unidos
Este tipo de turismo se extiende por las zonas más meridionales del país como Honolulu, Miami, Big Sur, en California, con hoteles de lujo de la forma "todo incluido", lo que implica que el turista pueda realizar una gran cantidad de actividades complementarias a lo estrictamente considerado como "sol y playa".

### México
La costa mexicana está llena de zonas de sol y playa. Entre los principales destinos se hallan Los Cabos y La Paz en Baja California Sur, Puerto Peñasco en el Mar de Cortés, Mazatlán, la Riviera Nayarit, Puerto Vallarta, Costalegre, Manzanillo, Zihuatanejo, Acapulco, Puerto Escondido y Huatulco en el litoral del Pacífico, y Cancún, Playa del Carmen, Isla Mujeres, Cozumel y la Riviera Maya en el mar Caribe Veracruz, Costaesmeralda, playa del norte en Ciudad del Carmen y Tuxpan así como en Ciudad Madero la playa Miramar en Ciudad Madero en el golfo de México.

### Portugal
La costa portuguesa está llena de zonas de sol y playa, con destaque para la región sud. La Playa de la Marina en el Algarve fue incluso considerada por la Guía Michelín como una de las 10 playas más bonitas en Europa y una de las 100 playas más bonitas en el mundo.

### República Dominicana
La República Dominicana es claramente conocida por este tipo de turismo. Entre los principales destinos de turismo de sol y playa se encuentran Punta Cana, Puerto Plata y Bávaro

### Venezuela
Este tipo de turismo es el más extendido en este país desde las Islas de Venezuela frente al Mar Caribe. Isla Margarita es el más conocido punto de recreación de sol y playa con hoteles de lujo de la forma "todo incluido".

### Cuba
Es una potencia en este tipo de turismo y otros, cuenta con excelentes cualidades ambientales, y es uno de los destinos preferidos por turistas anualmente. Varadero, Cayo Santa María, Cayo Largo del Sur y Cayo Coco son sus principales ejes de turismo de sol y playa.[cita requerida]